# Дмитриев, Игорь Ефимович

Автограф

И́горь Ефи́мович Дми́триев (19 октября 1941, Москва — 21 декабря 1997, Москва) — советский хоккеист и тренер. Нападающий. Заслуженный мастер спорта СССР (1974). Заслуженный тренер СССР (1988).

## Биография
Начал играть в 1955 году в Москве в школьной команде, затем в ДЮСШ «Крылья Советов». В 1958—1974 годах выступал в команде мастеров «Крылья Советов».
В 1974—1975 годах играл в Австрии за клуб «Клагенфурт».
Выступал за вторую сборную СССР.
В 1982—1996 годах — старший тренер «Крыльев Советов». Под его руководством команда стала бронзовым призёром чемпионатов СССР (1989, 1991).
В 1996—1997 годах — президент «Крыльев Советов».
В 1987—1992 — один из тренеров сборной СССР/СНГ, чемпиона Европы 1987 года, чемпиона Олимпийских игр 1988, 1992 года, чемпиона мира 1989, 1990 годов.
Награждён орденом Почёта (1996), медалью «За трудовую доблесть» (1988).
В 1997 году Игорь Дмитриев был главным тренером сборной России на чемпионате мира в Финляндии, на котором российская команда заняла 4-е место. Сборной он руководил, будучи тяжело больным: у него была злокачественная опухоль на головном мозге, а операцию по её удалению он перенёс только после возвращения с чемпионата мира.
Из-за той же опухоли Дмитриев не смог возглавить сборную на Кубке мира 1996 года, и команду тогда принял Борис Михайлов.
Президент Федерации хоккея России Валентин Сыч знал о серьёзных проблемах со здоровьем у Дмитриева, однако не решился увольнять его с поста, мотивировав это фразой «Дмитриев живёт, потому что работает»: по его мнению, отставка Дмитриева могла бы его добить и лишить последних жизненных сил. Фактическим тренером сборной тогда был помощник Дмитриева Борис Михайлов, который вёл игру; Дмитриева же, по словам тренера Игоря Тузика, клали в тренерской и гасили свет, чтобы он мог «хотя бы матч отстоять на лавке».

В ноябре 1997 перенёс инсульт. Скончался утром в воскресенье 21 декабря в Московском военном госпитале имени Бурденко.
Похоронен на Ваганьковском кладбище.

## Стиль игры
Александр Кружков, Юрий Голышак: Дмитриев – один из самых интеллигентных тренеров в нашем хоккее?
Игорь Тузик: Безусловно. В работе это порой мешало. Слишком уж открытый, доверчивый. А как игрок это был Павка Корчагин. Вкалывал за троих, умел терпеть, служил примером и вел за собой. Благодаря Дмитриеву "Крылья" в 1974-м последний раз в своей истории выиграли чемпионат.

## Достижения
В качестве игрока:
- Чемпион СССР 1974 года, третий призёр 1973 года. В чемпионатах СССР провел 430 матчей, забросил 126 шайб.
- Обладатель Кубка СССР 1974 года.
- В 1964 году вошёл в список 33 лучших хоккеистов сезона. 10 лет был капитаном команды.

В качестве главного тренера:
«Крылья Советов»
- Обладатель кубка Кубка Лиги: 1989
- Бронзовый призёр чемпионата СССР/МХЛ: 1988/89, 1990/91, 1992/93

Молодёжная сборная СССР/Молодёжная сборная России
- Победитель молодёжного чемпионата мира: 1984
- Серебряный призёр молодёжного чемпионата мира: 1995
- Бронзовый призёр молодёжного чемпионата мира: 1996

Юниорская сборная СССР
- Бронзовый призёр юниорского чемпионата Европы: 1987

В качестве тренера:
- Победитель Олимпийских игр: 1988, 1992
- Победитель чемпионата мира: 1989, 1990
- Серебряный призёр чемпионата мира: 1987
- Бронзовый призёр чемпионата мира: 1991
- Победитель чемпионата Европы: 1987, 1991
- Финалист Кубка Канады: 1987
- В 2007 году введён в Зал славы ИИХФ.